# Zajec in jež
Zajec in jež je basen, za katero avtor in čas nastanka nista znana.

### Kaj je basen
Beseda basen ali fabula, kot so jo imenovali naši starejši prijatelji in jo pod tem imenom poznajo še danes drugi narodi, prihaja od besede basniti, kar pomeni pripovedovati, kramljati. Od drugih vrst ljudsko slovstvo se loči že na prvi pogled po svoji zunanji obliki, ker je navadno kratka in preprosta zgodba ali dogodek, kjer nastopajo največkrat živali, torej živa bitja, pozneje pa tudi nežive stvari. Te same po sebi seveda ne znajo ne misliti ne govoriti, kadar pa nastopajo v basni, jih označujejo človeške lastnosti.
Basni v poglavju ljudsko slovstvozavzemajo pomembno poglavje. V vseh časih dvajsetega stoletja so imenovali to zvrst književnost literarno velesilo. To pa povsem upravičeno, saj so se ob basnih učili in zgledovali mnogi pesnik in pisatelji.
Začetki basni segajo v najzgodnejšo dobo stari vek, ko je človek še živel tesno povezan z živalmi, se je seznanjal z njihovim življenjem, navadami, nagnjenji ter se pri tem marsičesa naučil. Pri živalih je iskal človekovo miselnost in delovanje. Od tu je samo še položil govor kar naravnost na jezik.

## Obnova
Bila je lepa sončna nedelja, ko je ajda cvetela in ljudje so lepo oblečeni hodili k maši.
Jež je bil veselje volje in se tako domislil, da bi šel na polje pogledat, kako kaj raste njegova ajda.
Ko se je sprehajal po polju je srečal zajca, ki se je ravno tako odpravil na polje pogledat kako mu uspeva zelje. Jež ga je prijazno pozdravil zajec pa mu je zaničljivo rekel: »Kaj pa že navsezgodaj letaš po polju?« Jež mu je odgovoril, da je na sprehodu. Zajec posmehljivo odvrne, da bi za svoje krive tace lahko našel koristnejše delo. Ker je to ježa zelo užalilo, sta se šla stavit, da jež zajca premaga v teku. Stavila sta se za cekin in bučo žganja. Nato je jež odšel domov se podkrepiti s hrano in povedal zgodbo ženi, saj je potreboval njeno pomoč. Med potjo do kraja dogajanja je ženi razložil, da se bo na koncu dolge njive postavila na brazdo in ko bo zajec pritekel do tja zavpila 'Sem že tu!'. Ko je jež prišel na začetek njive, je bil zajec že tam. In začela sta tekmovati. Jež je samo stekel nekaj korakov ter se potuhnil medtem, ko je zajec pritekel na konec njive pa je ježeva žena zaklicala 'Sem že tu!'. Zajec ni mogel verjeti in rekel, da oba tekmujeta še enkrat. In spet, ko je zajec začel teči se je žena ježa potuhnila in jež je zopet na koncu zavpil 'Sem že tu!'. 
Tako je zajec tekel gor in dol pol njivi vendar ježa ni premagal.

## Analiza likov

#### Jež
Jež predstavlja pogumnega junaka ki je zelo samozavesten in hkrati zelo iznajdljiv. Ponosen je na svojo družino, dom in delo. Predstavlja tipičnega očeta v družbi, ki se je pripravljen boriti za svoje ime pa naj bo to na pošten način ali nepošten. Jež se ne rad baha niti mu ni všeč, če ga kdo žali.

#### Zajec
Zajec predstavlja sotekmovalca ježu. Imel se je za imenitnega gospoda in je bil grozovito ošaben. Ni se menil za tiste, kateri so na pogled bili videti šibkejši od njega. lahko ga opišemo kot fizično močnejšega tekmovalca vendar umsko šibkejšega.

#### Ježeva žena
Bila je vzorna žena, ki je skrbela za hišna opravila v ježevi družini. Je zelo zaupala svojemu ježu, ga podpiral, čeprav se za nekatere ni strinjala. Ker pa je bil jež moški se mu ni upirala in vedno storila tako kot ji je naročil.

## Analiza basni
Basen Zajec in jež predstavlja bitko med dvema tekmovalcema, ki se po moči za zmago razlikujeta. Zajec, ki je pohlepen si ne predstavlja, da ne bi zmagal, saj ima večje in bolj spretne tace, kot so pa ježeve, ki so kratke in krive. Vendar ima jež pred zajcem prednost v tem, da razmišlja z glavo, preden se česa dogovori. Iz basni lahko tudi razberemo kako je bila žena podrejena možu. Morala je delati po njegovih navodilih. Takšno razslojenost je opaziti še danes, še posebej v državah tretjega sveta.
V basni spoznamo nauk, da se nihče, pa naj se ima še za tako imenitnega, ne sme norčevati iz reveža, tudi če je ta samo jež. Vedno obstajajo poti, da premagaš nasprotnika, pa naj si bo še tako nemogoče, samo pravo pot je treba ubrati. 
Drugi nauk te zgodbe pa je, da pametno ravna, kdor si izbere nevesto svojega stanu, ki mu je podobna. Kajti če si jež, naj bo jež tudi tvoja žena in tako bosta lažje shajala skupaj skozi življenje.
V basni lahko najdemo značilnosti basni:
- kraj in čas dogajanja nista znana,znano je samo da se dogaja na nedeljsko jutro
- ni znan avtor besedila
- imamo poosebitev živali
- pravljična števila: nastopajo 3 osebe: zajec, jež in ježeva žena
- motiv: tekma med bogatim in revnim

## Inačice

#### Zajec in jež tekmujeta
Nekoč si je zajec zaželel tekmovati. Šel je do ježa in ga prosil naj z njim tekmuje, saj je vedel da ga jež ne more premagati. Jež se je strinjal in rekel zajcu naj kar teče naprej on pa si gre iskat v hišo telovadne copate in poprosil bo ženo naj gre z njim, da mu bo delala družbo, ker bo njegova pot veliko počasnejša od zajčeve. Zajcu se je to zdelo imenitno, saj bo zmaga še slajša, če bo imel še večjo prednost pred ježem. Tako je zajec tekel in tekel ter na poti srečeval prijatelje, za katere se ni pustil motiti. Jež pa je že med potjo do doma pozabil na tekmovanje in si z ženo privoščil prijeten izlet s piknikom. Tako je zajec nevedoč brez tekmeca tekel in zaradi utrujenosti omagal in umrl. 

#### Zajec in jež
Živel je zajec, ki je bil zelo plašen. Imel pa je to slabost, da je rad zmerjal druge živali, ki so bile manjše in grše od njega. Tako je srečal ježa in ga ogovoril kako je grd s to bodikavo obleko. Jež pa mu je odgovoril, da je njegova obleka bolj koristna od zajčeve, kljub temu da je grda. Zajec še dobro ni premislil, kaj bi ježu nazaj odgovoril, je izza grma prišla lisica. Jež se je samo zvil v klopčič, med tem ko je zajec s strahom pobegnil pred lisičjim nosom. Lisica se za ježa ni zmenila, saj ni mogla priti do ježevega smrčka zaradi bodic, zato je hitro odhitela za zajcem.

## Izdaje
Basen zajec in jež je izdana v knjigi Pravljice od bratov Grimm, kjer je še veliko drugih znanih in manj znanih pravljic in basni.V slovenščino jih je prevedla Polonca Kovač. Podobne inačice najdemo v knjigah kjer so zbrane slovenske basni in živalske pravljice ter kot samostojno slikanico Zajec in jež tekmujate, ki jo je napisal Eckert Horst, v slovenščino pa prevedla Erika Vouk.